# Gustav Theodor Tesdorpf
Gustav Theodor Tesdorpf (* 18. Februar 1851 in Hamburg; † 15. Februar 1933 ebenda) war ein Hamburger Jurist und Abgeordneter.

## Leben
Gustav Theodor Tesdorpf stammte aus der auf Johann Christoph Tesdorpf (1785–1857), Gutsherr auf Groß Weeden, zurückgehenden Linie Tesdorpf-Meyer der hanseatischen Familie Tesdorpf. Er war ein Sohn des Hamburger Kaufmanns Theodor Ferdinand Tesdorpf (1816–1893) und seiner Frau Freya Caroline Adolphine, geb. von Torp (1820–1900). Oscar Louis Tesdorpf war sein jüngerer Bruder, Ebba Tesdorpf war seine Cousine und die Malerin Ilse Tesdorpf-Edens seine Großnichte. 

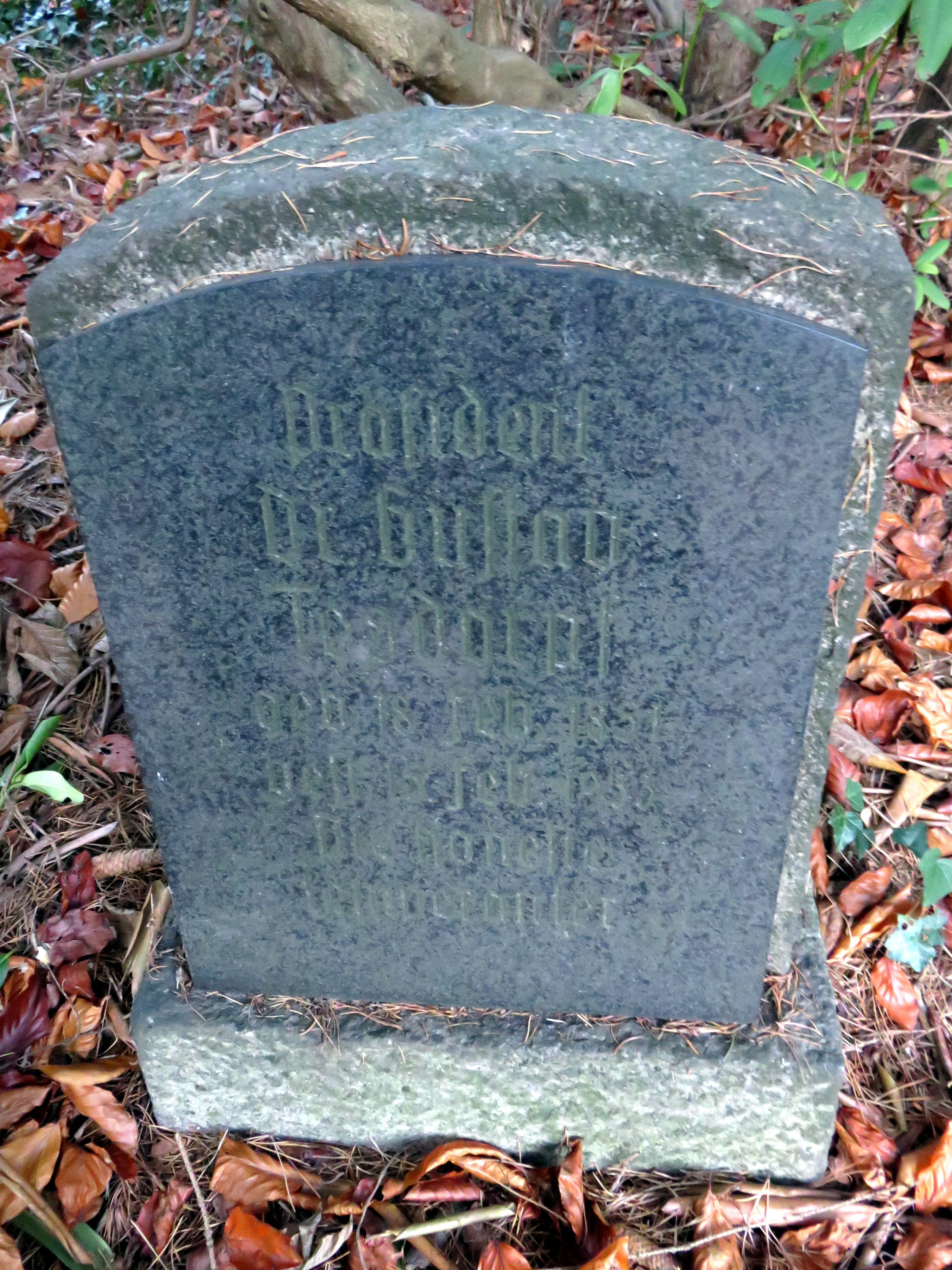
Grab Gustav Tesdorpf auf dem Friedhof Ohlsdorf

Nach einem rechtswissenschaftlichen Studium promovierte Tesdorpf 1877 in Leipzig. Er wurde am 8. Juni 1877 in Hamburg als Advokat zugelassen und wurde zunächst in der Praxis Antoine-Feill angestellt. Im Januar 1879 wurde er zum Polizeianwaltsgehilfen, im Oktober 1879 zum Staatsanwaltsgehilfen ernannt. Tesdorpf wurde 1882 zum Richter am Amtsgericht Hamburg berufen. 1910 wurde er zum Präsidenten des Amtsgerichts gewählt, er übte dieses Amt bis 1921 aus. Bis 1912 war Tesdorpf stellvertretender Vorsitzender des Schiedsgerichts der Unfall- und Invalidenversicherung, später wirkte er ehrenamtlich als Vorsitzender der Versorgungskasse für staatliche Angestellte und Arbeiter. 
Von 1892 bis 1919 gehörte Tesdorpf der Hamburgischen Bürgerschaft an. Er war dabei Mitglied der Fraktion der Rechten. Er war von 1903 bis 1904 Mitglied des Präsidiums und über 20 Jahre Vorsitzender des Budget-Ausschusses der Bürgerschaft.
Er war mit Helene Berkefeld verheiratet. Dieser Ehe entstammte unter anderem die Tochter Freya Freifrau von Tettau (1893–1977).
Gustav Theodor Tesdorpf wurde in Hamburg im Bereich der Familienanlage auf dem Ohlsdorfer Friedhof im Planquadrat S 25 südlich der Kapellenstraße und östlich Waldstraße beigesetzt.